# オレンジの雨
「オレンジの雨」（オレンジのあめ）は、1973年3月21日に発売された野口五郎の8枚目のシングルである。自身初のオリコントップ10入りを果たした。

## 概要
明星創刊20周年記念の募集歌であった（レコードジャケットの右上にも書かれている）。
野口は、今作から1978年の「グッド・ラック」まで21作連続でオリコントップ10入りとなる。

## 収録曲
- 全曲作曲：筒美京平／編曲：高田弘

1. オレンジの雨
作詞：吉田栄子／補作詞：大日方俊子
2. 君を求めて
作詞：千家和也

## 収録アルバム
- 『GOLDEN☆BEST 野口五郎』（#1）